# Satanella (opera)

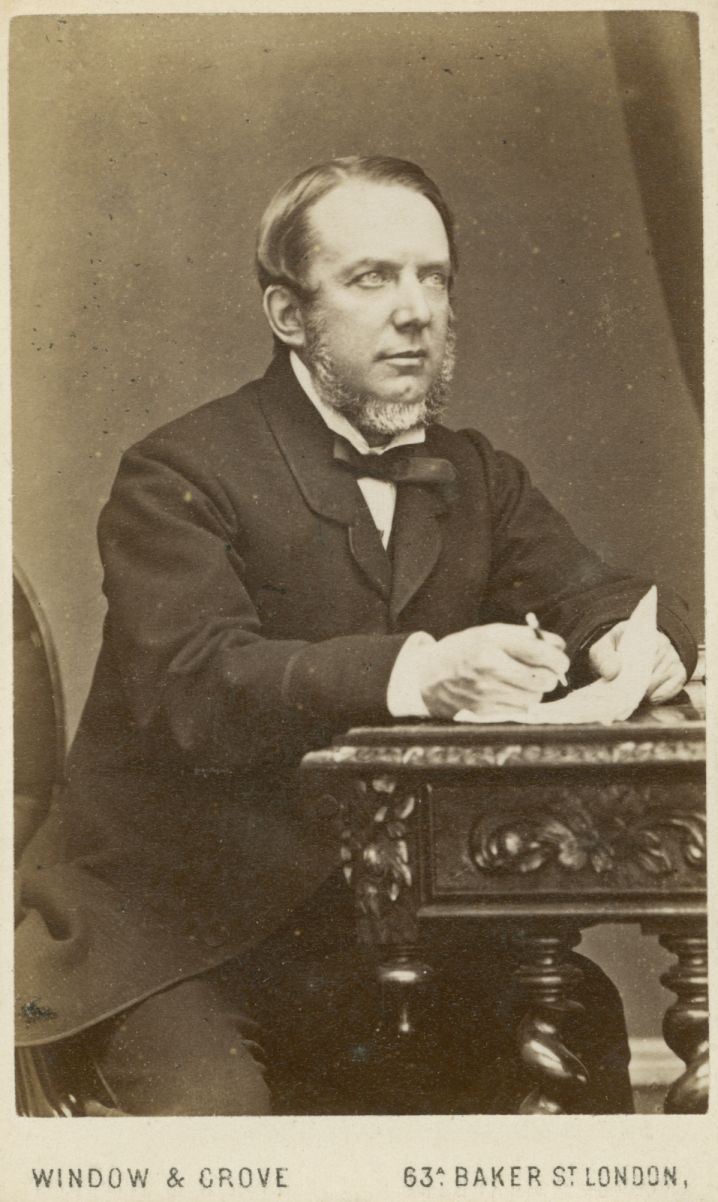
Michael William Balfe

Satanella, or The Power of Love (Satanella eller Kärlekens kraft) är en engelsk opera i fyra akter med musik av Michael William Balfe och libretto av Augustus Glossop Harris och Edmund Falconer efter baletten La Diable amoureux (1840) skriven av Jules-Henri Vernoy de Saint-Georges till musik av Napoléon-Henri Reber och François Benoist.

## Historia
Balfe komponerade rollen som Satanella till sopranen Louisa Pyne, som var känd som en stor koloratursopran. Därför är hennes sångpartier mer virtuost skrivna och hela operan rör sig på ett mer storslaget plan än vad som brukligt var i Balfes tidigare verk. Operan har också en mer allvarlig ton och karaktärerna är bättre utmejslade. Musikaliska ledmotiv återkommer i operan på ett sätt som Balfe inte använt sig av tidigare. Till och med Balfes sedvanliga kompositionsform, balladen, visar tecken på uppluckring och mer flexibel användning. Operan hade premiär den 20 december 1858 på Covent Garden-operan i London.

## Personer
- Greve Rupert (Tenor)
- Hortensius, grevens lärare (Baryton)
- Karl, betjänt (Baryton)
- Arimanes, en ond ande (Bas)
- Bracaccio, piratledare (Baryton)
- Satanella, en kvinnlig demon (Sopran)
- Stella, en prinsessa (Mezzosopran)
- Lelia, styvsyster till Rupert (Sopran)
- Hovdam (Mezzosopran)

## Handling
Akt I
Aftonen före sitt bröllop med Stella har greve Rupert förlorat hela sin förmögenhet på spel. På sitt slott, där sägnen vet att berätta att en av hans förfäder sålt sin själ till djävulen, hittar han en gammal bok med trollformler och besvärjelser, som gör det möjligt för honom att mana fram den onde anden Arimanes, åtföljd av en kvinnlig demon, Satanella. Arimanes klär ut Satanella till page i avsikt att snärja Rupert, men hon blir förälskad i honom.
Akt II
Rupert, besatt av sin magiska makt, blir nu förmögen. Stella älskar honom fortfarande, men han vill nu gifta sig med sin styvsyster Leila. Satanella ser till att de båda damerna blir bortförda och klädd i bruddräkt kommer hon själv till bröllopsakten i stället för Leila. Rupert avslöjar henne vid altaret, får reda på Leilas öde, och rusar till hennes räddning.
Akt III
Arimanes, rasande över Satanellas olydnad, hotar henne med evig förbannelse om hon inte inom 30 dagar kan göra Rupert till hans slav. Hon finner Rupert och Leila på en slavmarknad i Tunisien och övertalar honom att sälja sin själv till henne för att Leila skall bli frigiven. Rupert går med på detta och återvänder med sin brud till slottet.
Akt IV
Efter 30 dagar återvänder Satanella för att utkräva Ruperts själ. Leila begär då att få dela Ruperts öde och är beredd att stöta dolken i sig. Men Satanella river sönder kontraktet och blir själv offret. Hon får emellertid ett radband i gåva, och när Arimanes kommer för att göra anspråk på henne, trotsar hon demonerna med den heliga reliken, och räddas genom kärlekens makt.